# Ave Maria (Floride)
Pour les articles homonymes, voir Ave Maria.
Ave Maria est une ville nouvelle universitaire en construction dans le comté de Collier en Floride, entre Immokalee et Naples. Elle appartient à la catégorie de ville mariale[Lequel ?].
Les entrepreneurs et la communauté locale ont signé un partenariat avec la Fondation Ave Maria pour créer une cité autour de la nouvelle université catholique Ave Maria. Cette ville, qui a ouvert en 2007, prévoit d'accueillir plus de 8 000 résidents permanents plus 5 000 étudiants.
Des plans détaillés ainsi que des photos de l'avancement des travaux ont été mis en ligne et recueillent à la fois des éloges et des critiques. L'âme de ce projet est le philanthrope catholique Tom Monaghan, fondateur de Domino's Pizza et de l'université Ave Maria, qui s'est associé avec l'entreprise de Barron Collier qui œuvre pour protéger l'agriculture rurale et le développement en Floride tout en permettant la croissance économique et le développement.